# Région métropolitaine de Rotterdam-La Haye
La région métropolitaine de Rotterdam-La Haye (en néerlandais : Metropoolregio Rotterdam Den Haag, abrégé en MRDH) est une conurbation composée des agglomérations urbaines de Rotterdam et de La Haye ainsi que 21 autres communes, situées dans la province de Hollande-Méridionale aux Pays-Bas.
Elle fut créée en 2014, à la suite de la fusion de la région urbaine de Rotterdam et la région urbaine Haaglanden (nl).
La région compte une population de 2 318 008 habitants au 1er janvier 2017.

## Communes
Le 1er janvier 2017, les 23 communes suivantes font partie de la Région métropolitaine de Rotterdam-La Haye :
| Commune                  | Population (hab.) |
| ------------------------ | ----------------- |
| Albrandswaard            | 25 271            |
| Barendrecht              | 48 673            |
| Brielle                  | 17 182            |
| Capelle aan den IJssel   | 66 818            |
| Delft                    | 103 163           |
| Flardingue (Vlaardingen) | 72 404            |
| La Haye (Den Haag)       | 537 833           |
| Hellevoetsluis           | 40 049            |
| Krimpen aan den IJssel   | 29 376            |
| Lansingerland            | 61 601            |
| Leidschendam-Voorburg    | 75 425            |
| Maassluis                | 32 768            |
| Midden-Delfland          | 19 391            |
| Nissewaard               | 84 797            |
| Pijnacker-Nootdorp       | 54 331            |
| Ridderkerk               | 46 241            |
| Rotterdam                | 644 618           |
| Ryswick (Rijswijk)       | 53 467            |
| Schiedam                 | 77 999            |
| Wassenaar                | 26 211            |
| Westland                 | 108 603           |
| Westvoorne               | 14 626            |
| Zoetermeer               | 124 944           |
| Total                    | 2 318 008         |